# Gorillaz (álbum)
Gorillaz es el primer álbum de estudio debut de la banda virtual Gorillaz, lanzado al mercado por Parlophone el 26 de marzo de 2001 en el Reino Unido. El disco alcanzaría el tercer puesto en las listas musicales británicas y vendería alrededor de 7 millones de copias en todo el mundo, siendo tal el éxito que el grupo llegaría a ser incluido en el Libro Guinness de los récords como la banda virtual más exitosa del mundo.
El álbum incluye los sencillos "Tomorrow Comes Today", , "Clint Eastwood ", "19-2000", "Rock the House". 

## Composición
A través del álbum, la banda experimenta con muchas combinaciones de una variedad de géneros musicales incluyendo trip hop, rap rock, art rock,hip hop, dub, reggae, música latina, música psicodélica y punk rock.
El segundo y más icónico sencillo del álbum "Clint Eastwood", es nombrado después del actor del mismo nombre. El tema proviene de la película The Good, The Bad And The Ugly, que puede ser escuchado periódicamente a través de la canción. Años después del lanzamiento del álbum, se revela una versión alternativa de la canción "Starshine" por el grupo de rap Phi Life Cypher.
Del the Funky Homosapien colaboró en dos canciones del álbum, "Clint Eastwood" y "Rock the House" ambos de los cuales se convirtieron en sencillos y alcanzaron el éxito en las listas. El rapero originalmente no anunció que colaboraría en esas canciones. Con el paso del tiempo, se fue adentrando al proyecto. Sin embargo, el álbum ya estaba finalizado, y Phi Life Cypher había grabado varios versos para "Clint Eastwood", pero cuando Del terminó de trabajar en el álbum debut de Deltron 3030 con Dan the Automator, este preguntó si podía estar en el estudio más tiempo para grabar nuevos versos para las canciones de Gorillaz.
Del se presentó como un personaje de Gorillaz, conocido como "Del the Ghost Rapper", quien fue el espíritu atrapado en la cabeza de Russel Hobbs, el baterista de la banda. En una parte de la historia de Russel, el personaje de Del fue uno de sus amigos, pero cuando fue disparado por unos pandilleros en un coche, se convirtió en fantasma y poseyó a Russel.

## Contenido

### Portada
La portada del álbum muestra a los personajes de la banda virtual (Gorillaz) en un auto estilo Jeep, el cual en lugar de "Jeep" dice "Geep".

### Samples
- "New Genious (Brother)" contiene samples de la canción "Hit or Miss", escrita por Odetta Gordon y presentada por Bo Diddley.
- "Man Research (Clapper)" contiene samples de la canción "In the Hall of the Mountain Queen", escrita y presentada por Raymond Scott.
- "Rock the House" contiene samples de la canción "Modesty Blaise", escrita y presentada por John Dankworth.
- "Slow Country" contiene samples de la canción "Ghost Town", escrita por Jerry Dammers y presentada por The Specials.
- "M1 A1" contiene samples de música de la película Day of the Dead, escrita por John Harrison.

## Lanzamiento y promoción
Todas las ediciones del álbum cuentan con una sección mejorada que incluye protectores de pantalla, wallpapers y un autoplay, que cuenta con un cortometraje que le abre al usuario la sección especial del sitio web de Gorillaz, donde se puede acceder al winnebago de Murdoc Niccals, el bajista de la banda.

### Sencillos
- "Tomorrow Comes Today" apareció originalmente en el EP homónimo antes de que el álbum fuera lanzado.
- "Clint Eastwood" fue el primer sencillo del álbum, lanzado el 4 de marzo de 2001.
- "19-2000" fue el segundo sencillo del álbum, lanzado en junio de 2001.
- "Rock the House" fue el tercer sencillo del álbum, lanzado en octubre de 2001.

La canción "5/4" fue repetitivamente considerada como un sencillo, pero fue reemplazada por "19-2000" y "Rock the House".

## Crítica y recepción
El álbum recibió críticas positivas y alcanzó el puesto N.º 6 en la revista Spin en los mejores álbumes del año 2001. También alcanzó el puesto N.º 96 en la revista Slant Magazine en la lista de lo mejor de la década del 2000.
La revista Q posicionó el álbum Gorillaz como uno de los 50 mejores álbumes del 2001. El álbum también se incluye en el libro de 1001 álbumes que tienes que escuchar antes de morir.

## Lista de canciones
| N.º   | Título                                                   | Duración |  |
| 1.    | «Re-Hash»                                                | 3:38     |  |
| 2.    | «5/4»                                                    | 2:40     |  |
| 3.    | «Tomorrow Comes Today»                                   | 3:13     |  |
| 4.    | «New Genious (Brother)»                                  | 3:59     |  |
| 5.    | «Clint Eastwood» (con Del the Funky Homosapien)          | 5:41     |  |
| 6.    | «Man Research (Clapper)»                                 | 4:30     |  |
| 7.    | «Punk»                                                   | 1:35     |  |
| 8.    | «Sound Check (Gravity)»                                  | 4:40     |  |
| 9.    | «Double Bass»                                            | 4:44     |  |
| 10.   | «Rock the House» (con Del the Funky Homosapien)          | 4:08     |  |
| 11.   | «19-2000»                                                | 3:27     |  |
| 12.   | «Latin Simone (¿Qué Pasa Contigo?)» (con Ibrahim Ferrer) | 3:35     |  |
| 13.   | «Starshine»                                              | 3:32     |  |
| 14.   | «Slow Country»                                           | 3:36     |  |
| 15.   | «M1 A1»                                                  | 3:52     |  |
| 53:16 |                                                          |          |  |

| Edición del Reino Unido |                                                      |          |  |
| N.º                     | Título                                               | Duración |  |
| 16.                     | «Clint Eastwood (Ed Case/Sweetie Irie Refix) (Edit)» | 3:40     |  |
| 17.                     | «19-2000 (Soulchild Remix)»                          | 3:27     |  |

| Edición de los Estados Unidos |                                                      |          |  |
| N.º                           | Título                                               | Duración |  |
| 16.                           | «Dracula»                                            | 4:44     |  |
| 17.                           | «Left Hand Suzuki Method» (con Miho Hatori)          | 3:10     |  |
| 18.                           | «Clint Eastwood (Ed Case/Sweetie Irie Refix) (Edit)» | 3:40     |  |
| 19.                           | «19-2000 (Soulchild Remix)»                          | 3:27     |  |

| Edición limitada surcoreana |                                          |          |  |
| N.º                         | Título                                   | Duración |  |
| 1.                          | «Rock the House» (video)                 | 3:43     |  |
| 2.                          | «Noodle Fight» (videojuego)              | 30:00    |  |
| 3.                          | «Cymbalism» (videojuego)                 | 35:24    |  |
| 4.                          | «Rock the House» (protector de pantalla) | 40:01    |  |
| 5.                          | «Geep Simulator» (videojuego)            | 64:37    |  |

| Edición limitada francesa |                                             |          |  |
| N.º                       | Título                                      | Duración |  |
| 1.                        | «Dracula»                                   | 4:44     |  |
| 2.                        | «Hip Albatross»                             | 2:43     |  |
| 3.                        | «Left Hand Suzuki Method» (con Miho Hatori) | 3:10     |  |
| 4.                        | «The Sounder» (con Phi Life Cypher)         | 6:16     |  |

| Edición limitada malaya |                                             |          |  |
| N.º                     | Título                                      | Duración |  |
| 1.                      | «12D3»                                      | 3:25     |  |
| 2.                      | «Dracula»                                   | 4:44     |  |
| 3.                      | «Left Hand Suzuki Method» (con Miho Hatori) | 3:10     |  |
| 4.                      | «Hip Albatross»                             | 2:43     |  |
| 5.                      | «Tomorrow Comes Today» (video)              | 3:16     |  |
| 6.                      | «Clint Eastwood» (video)                    | 4:30     |  |
| 7.                      | «19-2000» (video)                           | 3:56     |  |

## Certificaciones
| País    | Organismo certificador | Certificación | Ventas certificadas | Ref.   |
| ------- | ---------------------- | ------------- | ------------------- | ------ |
| Uruguay | CUD                    | Oro           | 3 000               | [ 33 ] |